# Arnaud de Vitrolles
Eugène-François-Auguste d'Arnaud, baron de Vitrolles (ur. 1774 w Vitrolles (Alpy Wysokie) - zm. 1854 w Paryżu), arystokrata i polityk francuski, ultrarojalista, stronnik Karola X, opozycjonista wobec polityki Ludwika XVIII. 
Cioteczny wnuk admirała de Suffren, żonaty z panną de Folleville, naturalną córką księżny de Bouillon. 
W czasie wielkiej rewolucji francuskiej przebywał na emigracji i walczył w armii emigracyjnej księcia de Condé. 
Podróżował też po Niemczech, spotkał tam Goethego, Rivarola, Klopstocka, studiował filozofię. 
Za Cesarstwa był inspektorem owczarni cesarskich. 
Autor noty do mocarstw sojuszniczych z sierpnia 1816 i słynnej Tajnej noty z 1817, w których nawoływał do interwencji we Francji w celu obalenia rządu diuka de Richelieu, rzekomo dążącego do ponownej rewolucji, i oddania władzy w ręce ultrarojalistów. W ten sposób pragnął wpłynąć na przebieg kongresu w Akwizgranie. 
W 1830 został parem Francji.